# Sistema artificial de clasificación
En Biología, un sistema artificial de clasificación es aquella organización relacionada de elementos en el que la pertenencia de cada uno de ellos a diferentes clases depende de un criterio arbitrario adoptado por convención. Ejemplos de tales criterios pueden ser la forma de desarrollo o el número de piezas florales. Su ventaja es la de poseer un alto valor predictivo. El sistema artificial más conocido fue escrito por Linneo en 1735, Systema Naturae, en el cual se separan 23 clases de plantas con flores de acuerdo con: la disposición de los sexos de las flores y el número, concrescencia, inserción y relación de longitud de los estambres. Se añadía además una clase vigésima cuarta de plantas sin flores (Cryptogamia) que incluía los helechos, musgos, algas, hongos, etc. además de algunas plantas con flores difíciles de reconocer (Ficus, Lemna). Así mismo incluyó los corales y las Porifera. Teofrasto, considerado el padre de la Botánica, estableció una clasificación de 480 plantas en árboles, arbustos, e hierbas. A su vez, las hierbas las subdividió en acuáticas y terrestres, y agrupó a los árboles según la duración de sus hojas (perennifolios y caducifolios).